# Manuel Arce y Ochotorena

Kardinalswappen

Manuel Kardinal Arce y Ochotorena (* 18. August 1879 in Ororbia bei Pamplona, Spanien; † 16. September 1948 in Tarragona) war Erzbischof von Tarragona.

## Leben
Manuel Arce y Ochotorena studierte in Pamplona, Saragossa und Rom, als Seminarist am Päpstlichen Spanischen Kolleg St. Joseph, die Fächer Philosophie und Katholische Theologie. 1904 empfing er das Sakrament der Priesterweihe und wurde anschließend Dozent am Seminar von Pamplona. Neben seiner Lehrtätigkeit arbeitete er als Kapitularvikar und später auch als Generalvikar.
1929 ernannte ihn Papst Pius XI. zum Bischof von Zamora. Die Bischofsweihe spendete ihm am 16. Juni 1929 Erzbischof Federico Tedeschini, Apostolischer Nuntius in Spanien; Mitkonsekratoren waren Tomás Muniz Pablos, Bischof von Pamplona, und Mateo Múgica y Urrestarazu, Bischof von Vitoria. Am 22. Januar 1938 wurde Manuel Arce y Ochotorena zum Erzbischof von Oviedo erhoben. Papst Pius XII. beauftragte ihn 1944 mit der Leitung des Erzbistums Tarragona und nahm ihn 1946 als Kardinalpriester mit der Titelkirche Santi Vitale, Valeria, Gervasio e Protasio in das Kardinalskollegium auf. 1947 wurde er mit dem Großkreuz mit Collane des Ordens de Isabel la Católica ausgezeichnet.
Manuel Arce y Ochotorena starb am 16. September 1948 in Tarragona und wurde in der dortigen Bischofskirche beigesetzt.